# Вача (Карелия)
Вача — посёлок в составе Чернопорожского сельского поселения Сегежского района Республики Карелия.

## Общие сведения
Расположен вблизи лесного озера Малое, в двух километрах к северу от озера Кучозеро.
Глава поселения с 25.08.2020 Кузякин Иван Сергеевич

## Население
| 2002 | 2009 | 2010 | 2013 |
| ---- | ---- | ---- | ---- |
| 133  | ↘95  | ↘94  | ↘91  |

## Улицы
- ул. Железнодорожная
- ул. Комсомольская
- ул. Лесная
- ул. Набережная
- ул. Пионерская
- ул. Привокзальная
- ул. Советская
- ул. Спортивная
- ул. Центральная
- ул. Школьная
- ул. Жданова